# Diazotation
La diazotation est une réaction organique dans laquelle des amines aromatiques réagissent avec des réactifs contenant ou pouvant libérer un cation nitrosyle (NO+) pour donner les sels d'aryldiazonium correspondants.
La diazotation des amines aromatiques bifonctionnelles (par exemple la p-phénylènediamine ou la benzidine) est également appelée « tétrazotisation ».

## Mécanisme réactionnel
Si la réaction doit être réalisée en solution aqueuse, l'acide nitreux (HNO2) est utilisé comme source du cation nitrosyle ; en pratique, il se forme souvent d'abord dans le mélange réactionnel du nitrite de sodium (NaNO2) et d'un acide minéral. Si la réaction se déroule en phase organique, par exemple parce que l'amine est peu soluble ou insoluble dans l'eau, l'acide nitreux peut également être libéré à partir de ses esters organiques (en particulier le nitrite d'amyle), ce qui est parfois appelé diazotation de Knoevenagel. Une autre solution consiste à utiliser directement un sel de nitrosyle, par exemple le tétrafluoroborate de nitrosyle (NOBF4).
Dans la première étape, l'acide nitreux (1) est protoné. Le cation nitrosyle (3) électrophile se forme avec élimination de l'eau.
Par la suite, le doublet libre de l'atome d'azote sur l'arylamine (4) attaque l'atome d'azote chargé positivement du cation nitrosyle. Il s'ensuit une déprotonation et un réarrangement conduisant à la formation d'un diazohydroxyde (7). Ce dernier est protoné sur l'atome d'oxygène et, avec l'élimination d'une molécule d'eau, un cation aryldiazonium (9) est formé.

## Applications
Les sels d'aryldiazonium sont très réactifs et ont de nombreuses utilisations en synthèse, notamment pour la préparation de colorants azoïques par couplage azoïque. La diazotation est également une méthode standard pour la détermination de la teneur en amines aromatiques primaires.
La synthèse des sels d'aryldiazonium s'effectue à des températures inférieures à 5 °C, car ils sont hautement réactifs et se décomposeraient rapidement à des températures plus élevées. La réaction est donc poursuivie in situ, c'est-à-dire sans isolement des intermédiaires. Les chlorures d'aryldiazonium sont hautement explosifs à l'état solide et sec.
Ci-dessous une liste de réactions que peuvent subir les sels d'aryldiazonium :
- Décomposition thermique en phénol
- Couplage azoïque
- Réduction en composé aromatique (dédiazonation)
- Réaction de Balz-Schiemann (conversion en fluorure d'aryle)
- Réaction de Sandmeyer (conversion en cyanure d'aryle ou halogénure d'aryle)
- Réduction en arylhydrazine
- Réaction de Gomberg-Bachmann (en)